# Duck (Karolina Północna)
Duck – miasto w Stanach Zjednoczonych, w stanie Karolina Północna, w hrabstwie Dare.